# Felix Chindungwe
Felix Chindungwe là một cầu thủ bóng đá người Zimbabwe, thi đấu ở vị trí hậu vệ cho Highlanders F.C..

## Sự nghiệp quốc tế
Vào tháng 1 năm 2014, huấn luyện viên Ian Gorowa, triệu tập anh vào đội hình Zimbabwe tham dự Giải vô địch bóng đá châu Phi 2014. Anh giúp đội bóng về đích thứ 4 sau khi bị đánh bại bởi Nigeria với tỉ số 1-0.